# Esfinx de Balazote
L'esfinx de Balazote és una escultura ibera de pedra calcària datada de la fi del segle VI aC, trobada al terme municipal de Balazote, a la província d'Albacete. Els qui primer la van estudiar van ser un grup d'arqueòlegs francesos que la van identificar com una espècie de cérvola; d'aquí que biche fos la seva primera denominació, castellanitzant-se posteriorment a bicha. Es troba dipositada en el Museu Arqueològic Nacional d'Espanya situat a Madrid des de 1910. Es troben unes reproduccions de l'obra escultòrica al Museu Provincial d'Albacete i a la plaça de l'Altozano d'Albacete.

## Troballa
Existeixen poques dades sobre la seva troballa. Se sap que va ser trobada a l'indret dels Majuelos, a escassa distància del nucli urbà. Recents excavacions a l'horta de Balazote van descobrir un túmul ibèric que permet situar tan singular peça en el context d'una necròpoli tumulària, a la qual probablement va pertànyer. A prop del lloc, també es van rescatar importants mosaics d'una vil·la romana.

## Descripció

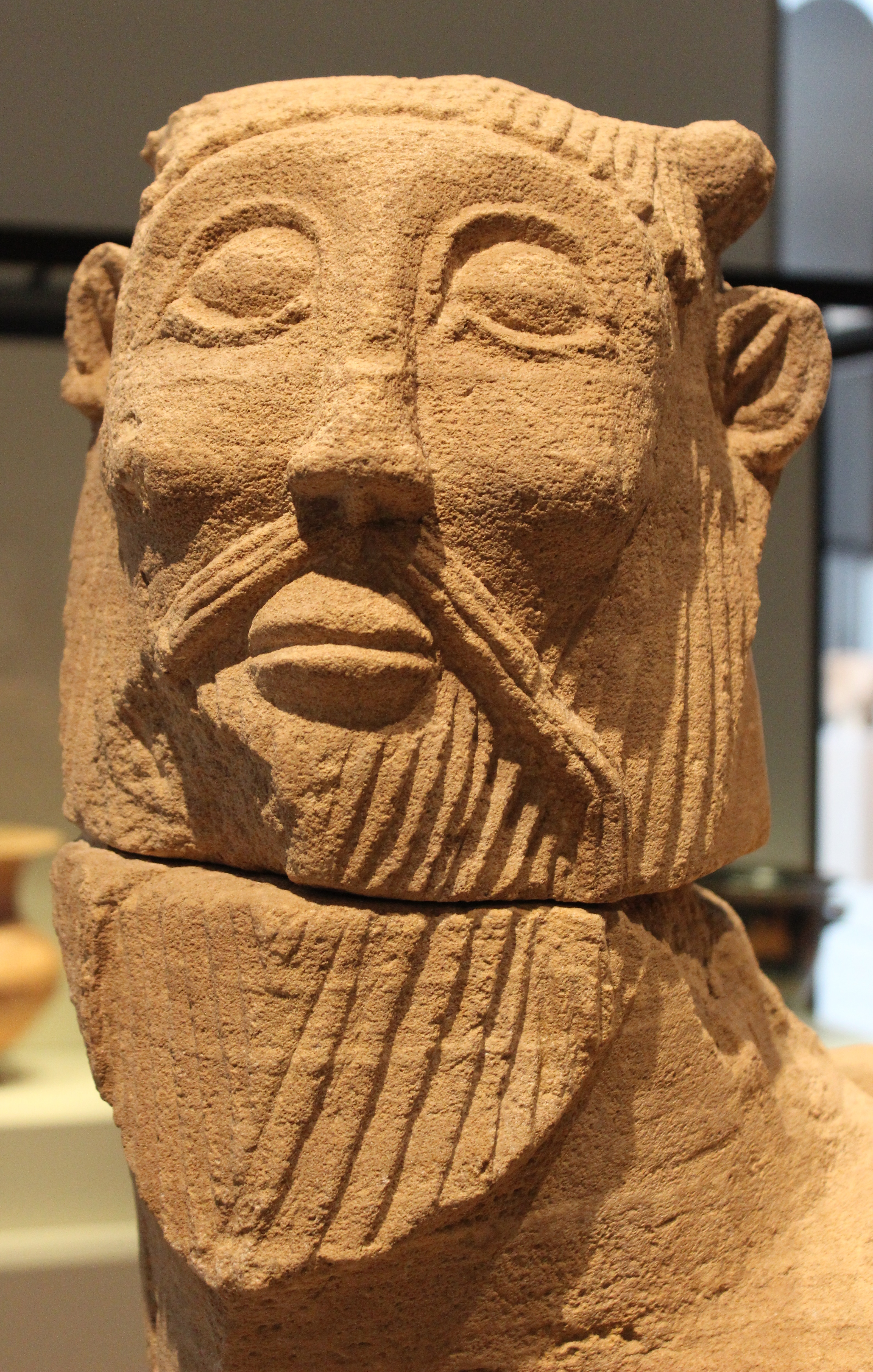
Detall del cap de l'esfinx

Realitzada sobre dos blocs de pedra calcària cap a la segona meitat del segle VI aC, les seves dimensions són de 93 cm de longitud i 73 cm d'alçada màxima, és una de les freqüents síntesis entre animal i humà, en aquest cas de cos complet, i representa un toro en repòs que demostra un bon coneixement de les característiques de l'animal, amb les potes davanteres recollides sota el pit i les parts del darrere plegades cap al ventre. Alguns detalls formals ressalten les peülles o la prominència de l'os del maluc. La cua es corba sobre la cuixa esquerra i acaba en un floc punxegut de pèl.
Té un cap d'home barbut, tornat a l'espectador i lleugerament aixecat, amb unes petites banyes i orelles també de bou, amb les particularitats de les escultures gregues arcaiques: hieràtica, amb barba i cabellera a base de solcs rectes i modelada geomètricament, d'arrels hitites.
No està completament tallada, el costat dret de la peça no ho està, per la qual cosa sembla un carreu de cantonada i estar pensada per adherir-la en algun lloc, de manera similar als lleons del sepulcre de Pozo Moro. Possiblement, fóra de caràcter funerari i formés part de la decoració d'un temple. Pot complir una funció de defensa o ser una representació de la fertilitat: els grecs usaven les estàtues de toros androcèfals -amb cap humà- com a representació dels rius, com a símbol de la fecunditat del riu fertilitzant els camps, i s'associava al bou, símbol de fecunditat. En aquest sentit, l'esfinx de Balazote seria un símbol de la vida que es desitjava al difunt.
Com la resta de l'escultura ibèrica, és anterior a l'arribada dels bàrcides -dinastia cartaginesa- en el 238 aC. Segons A. García i Bellido, representa Aqueloos, basant-se en la seva relació amb les monedes sicilianes que el representen.
Dins del context arqueològic on es va trobar, han aparegut altres figures escultòriques zoomorfes com les esfinxs bessones d'El Salobral.